# Silene paghmanica
Silene paghmanica är en nejlikväxtart som beskrevs av Alexander Gilli. Silene paghmanica ingår i släktet glimmar, och familjen nejlikväxter. Inga underarter finns listade i Catalogue of Life.